# Неоконченный фильм
«Неоконченный фильм» (на иврите: שתיקת הארכיון «Штикат ха-Аркхион», немецкое название: «Geheimsache Ghettofilm») — документальный фильм 2010 года Яэль Херсонски, в основе которого — анализ кинофрагментов незаконченного немецкого пропагандистского фильма 1942 года под названием Das Ghetto, «Гетто» с изображением Варшавского гетто за два месяца до массового истребления его жителей в ходе операции, известной как Большая Акция. Кинофрагменты 1942 г., которые изначально считались документальными, оказались пропагандистской постановкой, призванной изобразить жизнь в гетто так, чтобы иллюстрировать основные тезисы антисемитской пропаганды.
Документальный фильм содержит интервью с выжившими жителями гетто, а также рассказ Вилли Виста, одного из кинооператоров, который снимал сцены для фильма Das Ghetto. Премьера фильма состоялась на кинофестивале Sundance 2010 года, где он был удостоен награды «World Cinema Documentary Editing Award». На фестивале Hot Docs в Торонто фильм получил награду как лучший иностранный художественный фильм. Фильм был выпущен на экраны кинотеатров США 18 августа 2010 года.
Дистрибьютор фильма, «Осциллограф», безуспешно пытался обжаловать в MPAA присвоение фильму класса R. В апелляции представители кинокомпании указывали, что рейтинг «R» не соответствует культурным нормам, потому что в Мемориальном музее Холокоста в США, который посещают школьники, больше аналогичных кинокадров.